# Leptotarsus (Macromastix) simillimus
Leptotarsus (Macromastix) simillimus is een tweevleugelige uit de familie langpootmuggen (Tipulidae). De soort komt voor in het Australaziatisch gebied.